# Gao Lihua
Gao Lihua, född den 31 oktober 1979 i Dalian, Kina, är en kinesisk landhockeyspelare.
Hon tog OS-silver i damernas landhockeyturnering i samband med de olympiska landhockeytävlingarna 2008 i Peking.